# بژشچنه
بژشچنه (به لهستانی:  Brzeszczyny) یک روستا در لهستان است که در گمینا برانگوو واقع شده است. بژشچنه ۲۷۰ نفر جمعیت دارد.